# طاق کلنبو

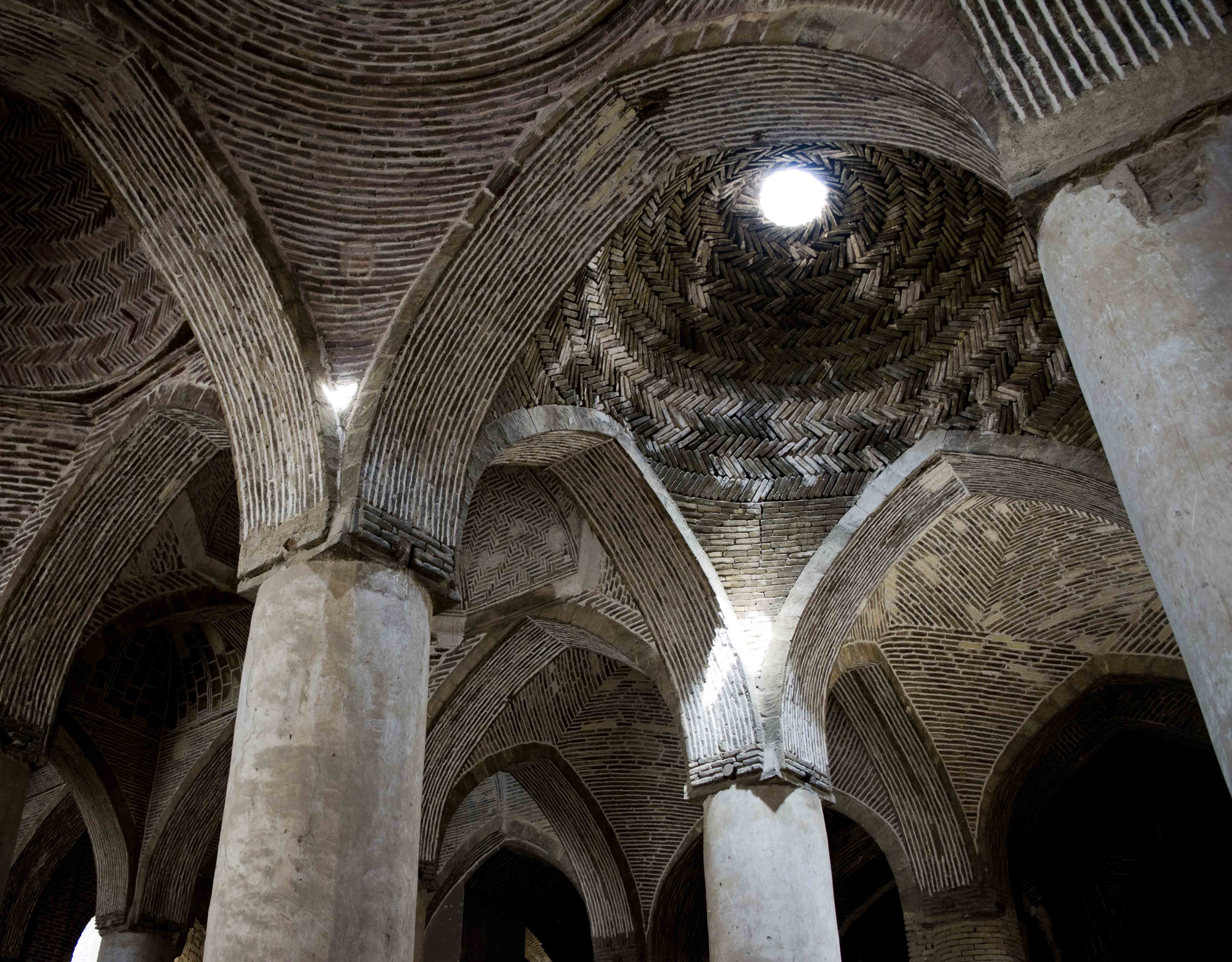
طاق کُلَنبو بر چهارستون و چهار تویزه و به روش گوشه‌سازی دُمغازه‌ای و اجرای «هورنو» در کُلاله آن، مسجد جامع اصفهان

طاق کُلَنبو یا کُلَمبو از ساختارهای بسیار پرکاربرد طاق در ایران است که به ویژه به خاطر توانایی و تاوش فراوان در برابر انواع تنش‌ها و فشارهای باربری رواج گسترده‌ای در سازه‌های گوناگون از ساده گرفته تا پیچیده و هنرمندانه در جغرافیای فرهنگی ایران ییدا کرده‌است، این طاق به ویژه به دلیل تاوش خوب در برابر زمین‌لرزه شناخته شده‌است. این طاق در یک نگاه کلی هندسی همواره «گنبدسان» است، این‌گونه که نیم کره‌ای است که به گنبدی کوچک و کم‌خیز می‌ماند و روی یک زمینه «چارگوش» می‌نشیند. این زمینه چارگوش که همواره یا مربع است یا مستطیل نزدیک به مربع به دو روش آ) ستون باربر و ب) دیوار باربر تکیه‌گاه بایسته را برای «طاق» فراهم می‌آورد. در روش «ستون باربر» طاق بر روی چهار تویزه که فاصله میان دهانه را پر کرده‌اند ساخته می‌شود، به این روش «روش تویزه‌ای» گفته می‌شود که خود از روزن گوشه‌سازی به انواع گوناگون چون «تویزه‌ای» و «دُمغازه‌ای» تقسیم می‌شود. در روش دوم طاق بر روی چهار دیوار می‌نشیند که از آنجا که بار «طاق» بر یک سطح تماس وسیع پخش می‌شود دیوارها می‌توانند با ستبرا و به اصطلاح جرز بسیار کمتری برای نمونه از آنچه در طاق آهنگ لازم است بالا بیایند. در شیوه «طاق کلنبو بر دیوار باربر» معمولاً «گوشه‌سازی» با روش به اصطلاح گوشواره انجام می‌شود.
«طاق کلنبو» از آنجا که می‌تواند به روش چهارستون ساخته شود برای پوشش فضاهای گسترده مانند شبستان‌های مساجد کارایی بسزایی دارد. همچنین از آنجا که به روش چهار دیوار هم اجرا شدنی ست برای پوشش فضاهای محدود مانند خانه‌های ساده شهری یا روستایی بسیار کاربردی است. چه در فضاهای ساده از آنجا که فضاهای پوشش باید اتاق دار باشد به همین خاطر دیوار بهتر است یکپارچگی بیشتری با طاق داشته باشد تا توزین بار هرچه بهتر انجام شود. این «همترازی» و تعادل بار که در یکپارچگی کل سازه تأثیرگذار است به بهترین وجهی در مقایسه با هر طاق دیگر با «طاق کلنبو» بدست می‌آید. این «یکپارچگی» برای نمونه در طاق تاژ که تنها بر چهار ستون اجرا می‌شود و از این‌رو برای پوشش فضای ستون‌ها نیاز به «دیوار اِسپر» دارد که خود از یکپارچگی دیوار با آسمانه کاسته و موجب ضعف دیوارها می‌شود سنجیدنی ست. همچنین در طاق آهنگ که تنها دو دیوار جنبه باربری داشته و دیوارهای دیگر باید «اِسپر» (ناباربر) باشند همین نکته قابل مشاهده است. با این حال ضعف «طاق کلنبو» در «اشکوب» (طبقه) زدن است که چون طاق گنبدسان و برجسته است برای «اشکوب» زدن نیاز به «کنوشکنی» و تسطیح بام است که خود آوار زیادی را بر «طاق» سربار می‌کند. از این‌رو اگر نیاز به «اشکوب» باشد معمولاً از طاق تاژ بهره گرفته می‌شود. همچنین «طاق کلنبو» در پوشش زمینه‌های مستطیل با مقداری محدودیت همراه است که در این مورد نیز «طاق تاژ» و «طاق آهنگ» دست پیش دارند.

## شکل‌شناسی و اجرای تاق کلنبو
اجزای تاق کلنبو به ۳ بخش تقسیم می‌شود:
1. تویزه‌ها:تویزه‌های تاق کلنبو مانند تویزه‌های دیگر تاق‌ها می‌باشد و تفاوتی در آن‌ها دیده نمی‌شود.
2. عرقچین:حجمی شبیه به نیم‌کره است که بر روی تویزه‌ها قرار می‌گیرد.
3. گوشه سازی:به فاصله خالی بین گوشه‌های تویزه‌ها و قاعدهٔ عرقچین گفته می‌شود.

## گوشه‌سازی دمغازه
اگر قاعدهٔ دایرهٔ تاق کلنبو را از بالا به طرف گوشه‌های تویزه ادامه دهیم به نحوی که تویزه‌ها را قطع نماید و سطوح گوشه را پرکند، دمغازه به دست می‌آید. اما باید توجه داشت که دمغازه از گوشه پایین تویزه‌ها اجرا می‌شود. هنگامی که از زیر به تاق کلنبو می‌نگریم یک پیوستگی شکلی بین آجرچینی دمغازه و آجر چینی عرقچین دیده می‌شود. آجر چینی در گوشه‌سازی دمغازه یا به صورت ساده یا به شکل خفته راسته است.

## دمغازهٔ شکسته
در این روش، گوشه‌سازی با یک هشت ضلعی آغاز می‌شود که در واقع دمغازه را شکل می‌دهد، روی این هشت ضلعی، شانزده ضلعی قرار می‌گیرد. دمغازهٔ شکسته مثل دمغازهٔ معمولی است، با این تفاوت که به جای این که از خطوط منحنی روی هم شکل بگیرد، از قطعات راست گوشه به دست می‌آید. در این گوشه‌سازی محل تقاقی دو جز دمغازه به صورت خطی در کنج دو تویزه دیده می‌شود. ترکیب هشت جز دمغازه گوشه‌سازی اصلی تاق را می‌سازد.

## ترکیب دمغازه و هشت ضلعی
در این روش گوشه‌سازی دمغازه ۲/۳ ارتفاع تویزه‌ها بالا می‌آید و سپس تبدیل به یک هشت ضلعی می‌شود. بر هشت وجهی، آجرهای بیرون زده‌ای جا می‌گیرند که قاعده مدور تاق کلنبو را شکل می‌دهند. در این روش، بر خلاف گوشه‌سازی دمغازهٔ شکسته، دمغازهٔ شکسته، دمغازه‌ها پایین‌تر از تیزهٔ چفد تویزه‌ها هستند.

## پاباریک
پاباریک یکی از اجزای کاربندی و به شکل یک لوزی است که دو ضلع همجوار آن برابر و کشیده‌اند. کار جزئی از یک چفد کامل است که به شکل‌های مختلف در کاربندی به کار می‌رود. پاباریک، حاصل ترکیب دو کار دو پا در هواست که دارای دو جز مساوی بوده و مانند عدد ۸ می‌باشد؛ این جز در گوشه‌های بین تویزه‌ها قرار می‌گیرد و وظیفهٔ انتقال چهار ضلعی به هشت ضلعی و سپس دایره را به عهده دارد. اگر تاق بر سطح مربع قرار گرفته پاباریک شاقولی قرار می‌گیرید؛ اما اگر سطح چهارگوش، مستطیل کمی کشیده تر از مربع باشد به شکل سر سفت جای می‌گیرد.

## روش‌های دیگر
در این روش از دمغازه‌های کوچک استفاده شده که معمولاً تا ۲ /۳ ارتفاع تویزه‌ها بالا می‌آید. سپس بین دو دمغازه با چند رج آجر پر می‌شود و در نهایت با منحنی تاق ترکیب می‌شود. در این گوشه سازی، عرقچین تاق قاعدهٔ دایره پیدا نمی‌کند. پس از تبدیل چهارضلعی یا هشت ضلعی به قاعدهٔ دایرهٔ اتاق، عرقچین آن مانند یک گنبد گردچین می‌شود. در روش گردچین آجرها به یک مرکز متمایل می‌گردند. گاهی در تیزهٔ عرقپین از هر نوع جهت نورگیری استفاده می‌شود.